# St. Jakob-Park
Het St. Jakob-Park in Bazel is het grootste voetbalstadion van Zwitserland. Het is gelegen in sportpark St. Jacob en wordt gewoonlijk Joggeli genoemd. Voor het sterrensysteem werd afgeschaft was het samen met Stade de Suisse in Bern een van de twee viersterrenstadions in Zwitserland. Het stadion is de thuishaven van FC Basel en heeft een capaciteit van 38.500 zitplaatsen. Voor het Europees kampioenschap voetbal 2008 was die tijdelijk met 4.000 uitgebreid tot 42.500 zitplaatsen.
Het stadion werd ontworpen door Herzog & de Meuron, die later ook de nieuwe Allianz Arena in München ontwierpen. Het stadion heeft rechttoe rechtaan tribunes in twee ringen, met in de hoeken aansluitende vakken. De helderblauwe stoelen staan tot dicht op het veld.

## UEFA wedstrijden
In het stadion werd de openingswedstrijd van het Europees kampioenschap voetbal 2008 gespeeld: Zwitserland-Tsjechië.
In de voorbereiding op het EK voetbal kreeg het stadion in april 2008 een nieuwe grasmat. Tijdens de wedstrijd Zwitserland - Turkije regende het voortdurend. Het gras had onder deze omstandigheden flink te lijden. Na de wedstrijd Zwitserland - Portugal werd besloten om het gras te vervangen.
Op woensdag 18 mei 2016 was St. Jakob-Park het toneel van de UEFA Europa League-finale tussen Liverpool en Sevilla. Deze werd met 3-1 gewonnen door Sevilla.

## WK-interlands
| № | Datum        | Wedstrijd                   | Uitslag | Competitie             | Toeschouwers |
| - | ------------ | --------------------------- | ------- | ---------------------- | ------------ |
| 1 | 17 juni 1954 | Engeland – België           | 4 – 4   | WK 1954 groepsfase (D) | 40.000       |
| 2 | 19 juni 1954 | Uruguay – Schotland         | 7 – 0   | WK 1954 groepsfase (C) | 43.000       |
| 3 | 20 juni 1954 | Hongarije – West-Duitsland  | 8 – 3   | WK 1954 groepsfase (B) | 56.000       |
| 4 | 23 juni 1954 | Zwitserland – Italië        | 4 – 1   | WK 1954 groepsfase (D) | 30.000       |
| 5 | 26 juni 1954 | Uruguay – Engeland          | 4 – 2   | WK 1954 kwartfinale    | 35.000       |
| 6 | 30 juni 1954 | West-Duitsland – Oostenrijk | 6 – 1   | WK 1954 halve finale   | 58.000       |

## Concerten
De volgende bands en artiesten gaven een concert in dit stadion:
- Dire Straits
- AC/DC
- Bryan Adams
- Herbert Grönemeyer
- Pink Floyd
- Rolling Stones
- Guns N' Roses
- Michael Jackson
- Metallica